# Murovana
Murovana  (ucraniano: Мурована) es una localidad del raión de Kotovsk en el óblast de Odesa de Ucrania. Fue fundado en 1898. Según el censo realizado allí en 2001, tiene una población de 455 habitantes.